# Remoulade
Remoulade is een saus die zijn oorsprong vindt in de Franse keuken en wordt gemaakt op basis van mayonaise. Remoulade wordt weleens verward met ravigote en tartaarsaus.
De ingrediënten zijn mayonaise, mosterd, fijngesneden augurk, kappertjes, diverse tuinkruiden zoals peterselie, dragon en bieslook.
Traditioneel wordt de saus opgediend bij geraspte knolselderij en samengestelde salades. Ook wordt het veelal gegeten bij gebakken vis, zoals kibbeling of lekkerbekjes.

## Bron
- Larousse gastronomique